# ایل کلهر

ایل کَلهُر یکی از شعب اصلی ایل‌های کرد ایران و از کهن‌ترین طایفه‌های غرب ایران است.
ایل کَلهُر بزرگ‌ترین ایل کرمانشاه می‌باشد. مردمان آن کردتبار هستند. و به گویش کردی کلهری صحبت می‌کنند.
ایوان غرب، گیلان‌غرب و اسلام آبادغرب مراکز اصلی ایل کلهر می‌باشند. در دانشنامه ایرانیکا، از ایل کلهر به‌عنوان یکی از بزرگ‌ترین ایل‌های کرد نام برده شده‌است.
کلهرها مقارن با حکومت‌های صفویه و عثمانی در تسخیر بغداد به فرماندهی ذوالفقارخان کلهر مشارکت کردند و برای مدتی در آن منطقه حاکم بودند.
منابع دیگر هم از ایل کلهر به عنوان یکی از ایل‌های کرد کرمانشاه و غرب ایران یاد کرده‌اند. طبق تحقیقات چندین ساله دانشگاه هاروارد آمریکا ایل کلهر بزرگ‌ترین ایل کرد در کردستان می‌باشد، زبان ایل کلهر کردی با گویش کلهری است که این گویش اولین گویش کردی است که از آن نوشتار باقی مانده‌است و مسکن اولیه ایل کلهر در شهر کالح (نمرود کنونی) در بین‌النهرین بوده‌است (میان رودان) در کردستان عراق کنونی که بعدها به دامنه‌های شاهو و قلعهٔ پلنگان (حد فاصل سنندج با کامیاران) کوچ می‌کنند و سپس به اطراف شاهراه خانقین _ کرمانشاه نقل مکان می‌کنند، هرچند که به صورت پراکنده در سایر نقاط کردستان هم حضور دارند. ایل کلهر پیش از روی کار آمدن صفویان تا ابتدای حکومت شاه طهماسب اول دارای موقعیتی مستقل و خودمختار بوده‌است، اما در سال۱۱۴۰هجری قمری قرارداد صلحی بین حکومت ایران و دولت عثمانی (ترکیه) بسته شد که مانع از جنگ بین این دو کشور شد و به موجب این پیمان صلح همدان، ایالت کرمانشاهان و خاک کلهر به دولت عثمانی (ترکیه) واگذار گردید و در مقابل پادشاه عثمانی حکومت اشرف را در ایران به رسمیت شناخت. مسکن آنان در غرب ایران شهرستان ایوان غرب در استان ایلام و در استان کرمانشاه در شهرستان‌های گیلان غرب، اسلام‌آباد غرب، بخشی از کرمانشاه، سرپل ذهاب، ، قصر شیرین و بخشی از شهرستان‌های چرداول، شهرستان آبدانان و سیروان در استان ایلام می‌باشد و بیجار و قروه در کردستان و جغاتو شاهین دژ (چهاردولی‌ها)، و از طرف مغرب به خاک کردستان عراق (مندلی و خانقین)، محدود می‌شود.
شهر گیلانغرب تنها شهری است که تمام شهروندان آن از ایل کلهر می‌باشند.
گروهی از ایل کلهر، تحت عنوان طایفه کرد(کرد حسین خانی) در حدود ۷۰۰ سال پیش در شهر قلعه تل از توابع استان خوزستان ساکن شده‌اند.
مسکن اولیهٔ ایل کلهر همراه با مردمان گوران زبان در نواحی دامنه‌های کوه شاهو قلعهٔ پلنگان و دیگر نواحی این منطقه بوده‌است و در کردستان عراق نیز به‌طور سنتی در اطراف شهر زور خانقین کلار و دیگر نواحی گرمسیری جنوب کردستان عراق حضور داشته‌اند. سپس طی یک سری حوادث و اتفاقات به جنوب شاهراه کرمانشاه ـ خانقین نقل مکان کرده و ساکن شده‌اند و مرکز اصلی ایل امروز در این‌جا می‌باشد ولی طایفه‌های کلهر امروزه در تمام کردستان ایران و عراق به‌طور پراکنده و گاه متمرکز در تمام شهرهای کُردنشین ایران و عراق ازجمله سقز، بوکان، شاهین دژ (چهاردولی)، مهاباد، ارومیه، ماکو، سنندج، ایلام، آبدانان، مهران و در عراق در سلیمانیه، کرکوک، کلار، حلبچه، نواحی گرمیان زندگی می‌کنند. اکنون قسمت اعظم ایل در استان کرمانشاه ساکن است.
حال با ذکر این نکته که مناطق کلهر نشین گیلان غرب، اسلام‌آباد غرب، ایوان غرب، بخش‌هایی از سرپل ذهاب، سومار، نفت شهر، ماهیدشت، برخی نواحی کرمانشاه، قصرشیرین بخشی از مناطق کلهر زبان است که از شاهین دژ (چهاردولی‌ها) و بیجار در شمال تا مهران و چرداول در جنوب و در شرق از کرمانشاه ماهیدشت تا خانقین در غرب را شامل می‌شود. بزرگ‌ترین شهر کلهر نشین ایران شهر اسلام آبادغرب می‌باشد. زبان ایل کلهر کُردی با گویش کلهری است که خود به لهجه‌هایی تقسیم می‌شود. ایل کلهر در طول تاریخ خود مورد اقدامات سیاسی ـ نظامی قرار گرفته:
1. تجزیه ایل کلهر و تبعید طایفه‌های مختلف آن که از زمان ترکمنان و صفویه شروع شده و تا زمان قاجار ادامه داشته و طایفه‌های زیادی از این ایل به نواحی خارج از کردستان از جمله، همدان، قزوین، قم، سیستان، کرمان، شمال خراسان تایباد نواحی شمالی افغانستان، خوزستان، فارس، لرستان، گیلان، مازندران، گرگان و… تبعید شده‌اند.
2. اقدامات نظامی: که بارها و بارها توسط ارتش صفویه و عثمانی مورد هجوم قرار گرفته و حکومت‌های خودمختار و مستقل مانند (حکومت ذوالفقارخان کلهر در بغداد در زمان صفویه) سرنگون شده و از بین رفته‌است.
3. تبعید و کشتن بزرگان ایل مانند کشته شدن ذوالفقار خان… یا تبعید چندساله و زندانی شدن بزرگان مانند زندانی شدن خان منصور ایوانی یا عباس خان که باعث فروپاشی قدرت ایل در زمان‌های خاصی شده‌است.[۲۹]

## پیشینه
راولینسون دربارهٔ قدمت و موقعیت ایل کلهر می‌گوید: «کلهرها اگر قدیمی‌ترین ایل کردستان نباشند، به عنوان یکی از طایفه‌های قدیمی منطقه شناخته شده‌اند».
عمادالدین دولتشاهی با آموختن الفبای اوستایی و ترجمه تازه‌ای از یشتها نکات جالبی از زوایای تاریک منطقه غرب ایران را روشن می‌کند. وی با ترجمه متن‌هایی از اوستا منطقه غرب ایران از قصر شیرین تا ایلام به‌ویژه «ایوان غرب» و «اسلام‌آباد» که مرکز ایل کلهر هستند محل زندگی اقوام اسطوره‌ای ایران معرفی می‌کند. همچنین با توجه به قبور حکاکی شده که اسم گیلانی کلهر ۱۲۰۰ سال قبل بر روی قبور اجداد کلهر کشف شده‌است قدمت ایل بزرگ کلهر را به دوران ساسانی و قبل اسلام برمی‌گرداند.
کتب قدیمی و سفرنامه‌های جهانگردان و روایتهای سنتی رایج در میان ایل کلهر این مدعا را به اثبات می‌رساند که، ایل کلهر در غرب ایران از جایگاه کهن و اصیلی برخوردار بوده‌است این ایل در زمان صفویان در حمله و تسخیر شهر بغداد مشارکت کردند.
بر خی مردمان کلهرها می‌گویند که از شیراز آمده‌اند و این امر ناشی از حضور چندین ساله آنان در آن سرزمین می‌باشد که در زمان زندیه همزمان با حکومت علی‌خان بر ایل کلهر برای تصرف شیراز همراه کریم خان زند (وکیل الرعایا) به شیراز رفته و تا انقراض زندیه همراه آنان بوده و در جنگ‌ها حضوری پر رنگ داشته‌اند؛ پس از شکست زندیه توسط آقامحمدخان قاجار برای پیشگیری از شورش دوباره و تضعیف سازمان ایلی در دسته‌های کوچک و جداجدا به نقاط مختلف کشور ایران از جمله، قم، قزوین، کرمان، گیلان، ری، شمیرانات و شهریار و… کوچانده می‌شوند اما عده‌ای از آنان دستور حاکم قاجار را برنتافته و به سرزمین اصلی خود بازمی‌گردند و از همین روست که آنها اظهار می‌دارند که از شیراز آمده‌اند. ایل کلهر در طول تاریخ نقش مهمی در تحولات ایران داشته‌است.

## ریشه نام
گودرزی در کتاب ایل کلهر در دوره مشروطیت چنین آورده‌است:در علت نامگذاری این ایل اصیل با نام کلهر، باید در ساخت، ریشه و معنی آن دقیق شد لفظ کلهر با فتح کاف و ضم هاء از دو بخش «کل» و «هور» یا «هُر» تشکیل شده‌است. این کلمه که با تلفظ‌های متعدد در منابع آمده‌است از قبیل کلهور، کلهر و کلِر. از همه آنها یک معنی به ذهن متبادر می‌شود. کَل به معنای آهوی کوهی نر می‌باشد واز خصوصیات آهوی کوهستان، همانا شجاعت و جنگندگی و جست و خیز فراوان آن است. قسمت دوم کلمه، هور یا هُر می‌باشد که در واژه‌نامه‌ها به معنای خورشید و آفتاب آمده‌است. از ویژگی‌های خورشید درخشندگی و سرعت و جذابیت می‌باشد. حال اگر به دنبال وجه شبه این دو کلمه کل و هور با مردمان ایل کلهر بگردیم باید نظری داشته باشیم به زیستگاه و قلمرو آنها یعنی دامنه‌ها و ارتفاعات پر فراز و نشیب زاگرس. مردمان این ایل در طول تاریخ با ناملایمات طبیعی دست و پنجه نرم کرده با شجاعت و جنگندگی همانند آهو و کل، کوه‌ها و صخره‌ها را درنوردیده ورام خواسته‌های خویش کرده‌اند و مهاجمانی که از صفحات غربی ایران قصد سوئی نسبت به کشورمان را داشته‌اند عقب رانده و آنها را به خاک مذلت نشانده‌اند. از طرفی اینها را به خاطر چهره‌های بشاش و جذاب و همچنین سرعت برق آسایی که درپیمودن کوه‌ها و گردنه‌های سخت گذر داشته‌اند، به خورشید که مظهر جذابیت است تشبیه کرده‌اند. قسمت دوم نام کلهر یعنی هر (هور) نیز به‌احتمال زیاد از نام قوم هوری‌ها گرفته شده‌است.
با توجه به اینکه کتاب‌های قدیمی و سفرنامه‌های جهانگردان و روایتهای سنتی رایج در میان ایل کلهر این ادعا را به اثبات می‌رساند که، ایل کلهر در غرب ایران از جایگاه کهن و اصیلی برخوردار بوده‌است این ایل در زمان صفویان در تسخیر بغداد مشارکت داشته‌است.
کلهرها از زمان باستان تاکنون نامشان موجود بوده‌است ولی تا به حال کسی تاریخی جامع و منسجم و علمی دربارهٔ این ایل ننگاشته‌است. این ایل از روزگار شاه اسماعیل اول بنیان‌گذار دولت صفوی تاکنون با حکومتهای مرکزی ایران و برخی از دولت‌های دیگر ارتباط داشته‌است و همواره سخت‌ترین حوادث را تجربه نموده‌اند.
ایل کلهر در دفع تجاوز افغانها و پیشگیری از تجاوزات پی در پی دولت عثمانی و اعراب به مرزهای غربی ایران و تأمین نیروهای مسلح نقش بسزایی داشته‌است. با شروع جنگهای ایران و عثمانی از زمان صفویان تا روزگار قاجاری عملکرد این ایل با سران آن در تاریخ جنگها و فتوحات ثبت و ضبط گردیده‌است.
عمادالدین دولتشاهی با آموختن الفبای اوستایی و ترجمه تازه‌ای از یشتها نکات جالبی از زوایای تاریک منطقه غریب ایران را روشن می‌کند. وی با ترجمه متن‌هایی از اوستا منطقه غرب ایران از قصر شیرین تا ایلام به‌ویژه «ایوان غرب» و «اسلام‌آباد» که مرکز ایل کلهر هستند محل زندگی اقوام اسطوره‌ای ایران معرفی می‌کند. او با ریشه‌یابی واژه‌های اوستایی و تطبیق آنها با نام جای‌ها در این منطقه به این نتیجه می‌رسد که جای ایران اسطوره‌ای که در شاهنامه مطرح است غرب ایران امروزی است. دولتشاهی در کتاب جغرافیای غرب ایران یا کوه‌های ناشناخته اوستا، نام جای‌هایی مانند زواره‌کوه، هفت‌آشیان (کرمانشاه)، زویری، مرِگ (Merg)، مانِشت، گواور، تجر، سروناو و غیره را که هم‌اکنون نیز به همان نام‌ها نامیده می‌شوند به اقوام اسطوره‌ای ایران (پیشدادیان و کیانیان) منتسب می‌کند. چون تمامی این‌جای‌ها در حوزه حضور گویش کلهری قرار دارند، بی ربط نیست اگر بگوییم ایل کلهر که از زمانهای دور در همین منطقه می‌زیسته‌است.
ایل کلهر به زیرمجموعه‌هایی تقسیم می‌شود.
کلهرها از کهن‌ترین طایفه‌های ایرانی هستند که در غرب ایران سکونت داشته‌اند که با انتساب نژاد خود به پهلوانان شاهنامه این پیوند را پاسدار بوده و به‌طوراساسی ادامه این نسبت تداوم می‌یابد.
 ایل کلهر همانطوری که امروزه هست، در گذشته نیز زادگاه بسیاری از دانشمندان و هنرمندان غرب ایران بوده‌است. در گذشته‌های دور فرهاد کوهکن مشهور به «فرای» را از خود دانسته‌اند. چنان‌که صاحب شرفنامه می‌نویسد: نهنگ دریای محنت و پلنگ کوهسار مشقت، فرهاد که در زمان خسرو پرویز ظهور کرده از طایفه کلهر است این سخن روایت سینه به سینه آگاهان ایل را که جوانان کلهر بر قله‌های زاگرس آتش‌افروز جشنهای باستانی و حامل تندیس‌های هنری و مذهبی بر صخره‌های سخت گذر بوده‌اند را قوت می‌بخشد.

## مسکن و وضعیت اجتماعی ایل کلهر
ایل کلهر از شمال به محدوده ایل‌های کرند، گوران و گوران بان زرده، از جنوب به استان ایلام، از طرف مغرب به خاک کردستان عراق مندلی ، خانقین، همچنین به قشلاق ایل سنجابی و قشلاق ایل کرند، از جانب مشرق به ییلاق ایل زنگنه و قسمتی از ییلاق ایل سنجابی (مایدشت) و در واقع جنوب شهر کرمانشاه، محدود می‌شود.
بزرگان این ایل که در واقع بزرگ‌ترین ایل در غرب کشور شمرده می‌گردد در شهرستان‌های ایوان غرب، اسلام‌آباد غرب، گیلانغرب و بخش‌هایی دیگر مانند: کرند، نفت‌شهر (نفت‌شاه سابق)، سومار، حمیل، شباب، گهواره، ماهیدشت، چرداول، سیروان و در دهستان قلعه شاهین و دشت دیره سرپل ذهاب و نصرآباد قصرشیرین و به صورت اقلیت در سایر مناطق استان‌های کرمانشاه و کردستان مانند و قروه و بیجار و استان ایلام جنوب استان آذربایجان غربی (چهاردولی‌های شاهین دژ) ساکن هستند. البته پراکندگی مردمان ایل کلهر از مکان‌های نامبرده فراتر است به طوری که تعداد زیادی از مردم شهر کرمانشاه از کلهرها هستند و زبان کردی کلهری در کنار کردی کرمانشاهی در این شهر به کار برده می‌شود. 
در صفحه ۲۵ کتاب ایل کلهر در دوره مشروطیت، گودرزی گفته‌است: مردمان این ایل در محدوده‌های نامبرده با توجه به این که اکثریت از طریق دامپروری امرار معاش می‌کرده‌اند جهت به دست آوردن علف چرا برای احشام و گوسفندان خود در فصول مختلف سال دست به کوچ و تغییر مکان می‌زده‌اند که این امر در بروز اختلاف بین آنها و سایر ایل‌ها تأثیر مهمی داشته‌است. در تعیین حدود گرمسیر و سردسیر ایل کوه‌های قلاجه در شرق گیلانغرب و سرکش در شمال این شهر و حومه آن را می‌توان مرز به حساب آورد؛ یعنی جنوب این کوه‌ها گرمسیر و شمال آنها سردسیر کلهرها بوده‌است. در این مناطق سردسیر و گرمسیر گروهی از افراد ایل به صورت یکجانشین که معیشت آنها به طریق اقتصاد کشاورزی و دامپروری به صورت محدود تأمین می‌گردد.
با توجه به درگیری‌های منطقه‌ای، ناامنی راه‌ها و دخالت‌های گاه و بیگاه حکمرانان کرمانشاه، و مشکلات طبیعی این مردمان، کوچ به صورت دسته‌جمعی و گروهی صورت گرفته و در مکان‌های سردسیر و گرمسیر در یک محل نزدیک به هم سکونت اختیار می‌کرده‌اند. البته طایفه‌های تابعه ایل هرکدام دارای محدوده‌ای مشخص بوده‌اند که به همان نام طایفه‌ها نامگذاری شده‌اند. به گفته معمرین جایگاه هر ایل بیشتر با توافق ایلخان و کلانتر طایفه تعیین می‌شده‌است.